# Trofeo Valle d'Aosta 2005
Il III Trofeo Valle d'Aosta si è svolto dal 31 maggio al 4 giugno 2005 a Courmayeur, in Italia. Al torneo hanno partecipato 5 squadre nazionali e la vittoria finale è andata par la seconda volta consecutiva al Brasile.

## Squadre partecipanti
- Brasile
- Germania
- Italia
- Russia
- Serbia e Montenegro

## Podio

### Campione
Formazione: 1 Fabiana Claudino, 2 Raquel Silva, 3 Sheilla de Castro, 4 Paula Pequeno, 5 Caroline Gattaz, 7 Marianne Steinbrecher, 8 Valeska Menezes, 9 Carolina Albuquerque, 10 Wélissa Gonzaga, 11 Marcelle Moraes, 12 Jaqueline de Carvalho, 14 Fabiana de Oliveira, CT: José Roberto Guimarães

### Secondo posto
Formazione: 2 Natalia Viganò, 3 Elisa Cella, 5 Sara Anzanello, 6 Valentina Fiorin, 7 Martina Guiggi, 9 Nadia Centoni, 11 Serena Ortolani, 13 Cristina Vincenzi, 14 Eleonora Lo Bianco, 15 Antonella Del Core, 16 Francesca Ferretti, 18 Maurizia Borri, CT: Marco Bonitta

### Terzo posto
Formazione: 1 Sanja Starović, 3 Ivana Ðerisilo, 5 Nataša Krsmanović, 6 Aleksandra Ranković, 7 Brižitka Molnar, 9 Sladjana Erić, 10 Maja Ognjenović, 11 Vesna Čitaković, 13 Maja Simanić, 15 Jelena Nikolić, 16 Anja Spasojević, 17 Marina Vujović, CT: -

## Classifica finale
| Classifica | Squadre             |
| ---------- | ------------------- |
|            | Brasile             |
|            | Italia              |
|            | Serbia e Montenegro |
| 4          | Germania            |
| 5          | Russia              |